# Denier, Pas-de-Calais

Denier este o comună în departamentul Pas-de-Calais, Franța. În 1 ianuarie 2022 avea o populație de 93 de locuitori.